# Routing Table Maintenance Protocol
Das Routing Table Maintenance Protocol, kurz RTMP, ist ein Netzwerkprotokoll für AppleTalk. RTMP aktualisiert die Routing-Tabellen in kurzen Zeitabständen von 10 Sekunden in einem AppleTalk-Rechnernetz. Es arbeitet nach dem Distance-Vector-Algorithmus und ist vom Routing Information Protocol (RIP) abgeleitet.
Es ist definiert in RFC 1742.
Ergänzend weist ein Routingeintrag im lokalen Router einen von drei Zuständen auf, „Good“, „Suspicious“ and „Bad“. Ein Eintrag, der eine gewisse Zeit nicht aktualisiert wurde, durchläuft die beiden letzteren Zustände, bevor der Eintrag letztlich aus der Routingtabelle gelöscht wird.
Das Protokoll gehört zur Transportschicht.

## Der AppleTalk-Protokollstapel
Die AppleTalk-Protokolle lassen sich in mehrere Schichten einteilen, die einen Protokollstapel (protocol stack) bilden.
Die Protokolle lassen sich wie folgt in das ISO-OSI-Referenzmodell einordnen:
| OSI-Schicht | AppleTalk Protokollstapel | AppleTalk Protokollstapel | AppleTalk Protokollstapel | AppleTalk Protokollstapel | AppleTalk Protokollstapel | AppleTalk Protokollstapel | AppleTalk Protokollstapel |
| 7           |                           |                           | AFP                       | PAP                       |                           |                           |                           |
| 6           |                           |                           | AFP                       | PAP                       |                           |                           |                           |
| 5           | ZIP                       | ZIP                       | ASP                       |                           |                           | ADSP                      |                           |
| 4           |                           | ATP                       | ATP                       | AEP                       | NBP                       |                           | RTMP                      |
| 3           | DDP                       | DDP                       | DDP                       | DDP                       | DDP                       | DDP                       | DDP                       |
| 2           |                           | LLAP                      | ELAP                      | TLAP                      | FDDI                      | ←AARP                     |                           |
| 1           |                           | LocalTalk                 | Ethernet Treiber          | Token Ring Treiber        | FDDI Treiber              |                           |                           |